# Palacio Santos

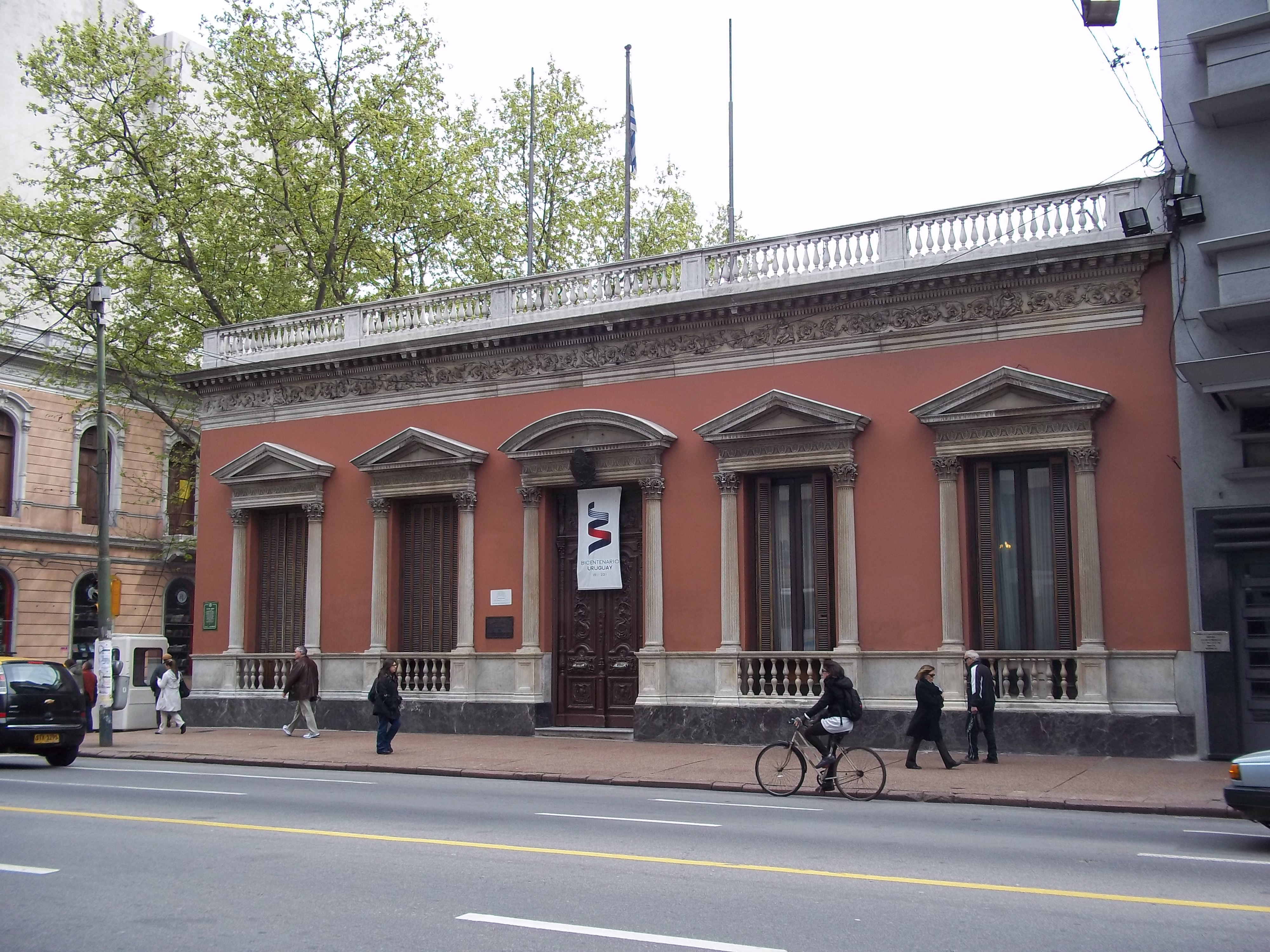
Palacio Santos

Der Palacio Santos ist ein Bauwerk in der uruguayischen Landeshauptstadt Montevideo.
Das nach einem aus dem Jahr 1881 stammenden Projekt 1886 fertiggestellte Gebäude befindet sich im Barrio Centro an der Avenida 18 de Julio 1205, Ecke Cuareim. Für das Bauprojekt und dessen Management zeichnete Ingenieur Juan Alberto Capurro verantwortlich. Die Bauausführung oblag A. Bataglia. Eine später vorgenommene Erweiterung geht auf R. Bori zurück. Das ursprünglich als Wohnhaus für seinen ersten Eigentümer, den uruguayischen Präsidenten Máximo Santos, konzipierte Gebäude weist in seiner Architektur italienische Einflüsse des historischen Eklektizismus auf. Es beherbergt mittlerweile Büroräumlichkeiten und dient als Sitz des uruguayischen Außenministeriums.
Seit 1975 ist der Palacio Santos als Monumento Histórico Nacional klassifiziert.